# Rajdowy Puchar Pokoju i Przyjaźni 1981
Rajdowy Puchar Pokoju i Przyjaźni 1981 kolejny sezon serii rajdowej Rajdowego Pucharu Pokoju i Przyjaźni (CoPaF) rozgrywanej w krajach socjalistycznych w roku 1981. Sezon ten składał się z sześciu rajdów i rozpoczął się 20 marca, a zakończył 13 grudnia, zwycięzcą został Czechosłowak Jan Trajbold st., zespołowo wygrała drużyna ZSRR.  

## Kalendarz[1]
| Runda | Data           | Nazwa rajdu            | Baza rajdu   | Nawierzchnia | Zwycięzca         | Wyniki |
| ----- | -------------- | ---------------------- | ------------ | ------------ | ----------------- | ------ |
| 1     | 20-22 marca    | 25. Rajd Sachsenring   | Zwickau      | Mieszana     | Leo Pavlík        | Wyniki |
| 2     | 9-11 maja      | 12. Rajd Złote Piaski  | Złote Piaski | Mieszana     | Svatopluk Kvaizar | Wyniki |
| 3     | 23-24 maja     | 13. Rajd Volán         | Győr         | Mieszana     | Attila Ferjáncz   | Wyniki |
| 4     | 11-13 czerwca  | 16. Rajd Dunaju        | Deva         | Asfalt       | Attila Ferjáncz   | Wyniki |
|       | 2-4 lipca      | 41. Rajd Polski        |              | Mieszana     | odwołany          | -      |
| 5     | 12-13 września | 13. Rajd Tatr          | Poprad       | Mieszana     | Svatopluk Kvaizar | Wyniki |
| 6     | 12-14 grudnia  | 10. Rajd Russkaya Zima | Moskwa       | Mieszana     | Svatopluk Kvaizar | Wyniki |

1. ↑  Zwycięzcą klasyfikacji generalnej 12. Rajdu Bułgarii był Włoch Adartico Vudafieri, Svatopluk Kvaizar w klasyfikacji generalnej zajął piąte miejsce, a wygrał klasyfikację CoPaF
2. ↑  Rajd został odwołany z powodu stanu wojennego w Polsce
3. ↑  Zwycięzcą klasyfikacji generalnej 13. Rajd Tatr był Włoch Franco Ceccato, Svatopluk Kvaizar w klasyfikacji generalnej zajął drugie miejsce, a wygrał klasyfikację CoPaF

## Klasyfikacja kierowców[1]
Pierwsza dziesiątka.
| Miejsce | Kierowca          | SAC | BUL | TAU | DUN | TAT | RUS | Pkt |
| ------- | ----------------- | --- | --- | --- | --- | --- | --- | --- |
| 1       | Jan Trajbold st.  | 11  | 6   | 8   | NU  | 9   | 11  | 180 |
| 2       | Vello Õunpuu      | 9   | NU  | 10  | 9   | 14  | 4   | 179 |
| 3       | Attila Ferjáncz   | -   | -   | 1   | 1   | 3   | 23  | 165 |
| 4       | Maciej Stawowiak  | 2   | NU  | 4   | 4   | -   | 8   | 165 |
| 5       | Kvaizar Svatopluk | -   | 1   | -   | -   | 1   | 1   | 150 |
| 6       | Georgi Petrow     | –   | 5   | 6   | 6   | NU  | 21  | 142 |
| 7       | Bolshikh Nikolay  | 3   | –   | NU  | -   | 6   | 6   | 121 |
| 8       | Václav Pech sen.  | –   | -   | -   | 3   | 5   | 9   | 119 |
| 9       | Stoyan Kolev      | -   | 3   | 2   | NU  | NU  | 19  | 115 |
| 10      | Zdeněk Pipota     | 7   | NU  | 5   | NU  | 8   | -   | 115 |

## Klasyfikacja zespołowa[2]
| Miejsce | Zespół | Punkty |
| ------- | ------ | ------ |
| 1       | ZSRR   |        |